# Diogenes z Ojnoandy

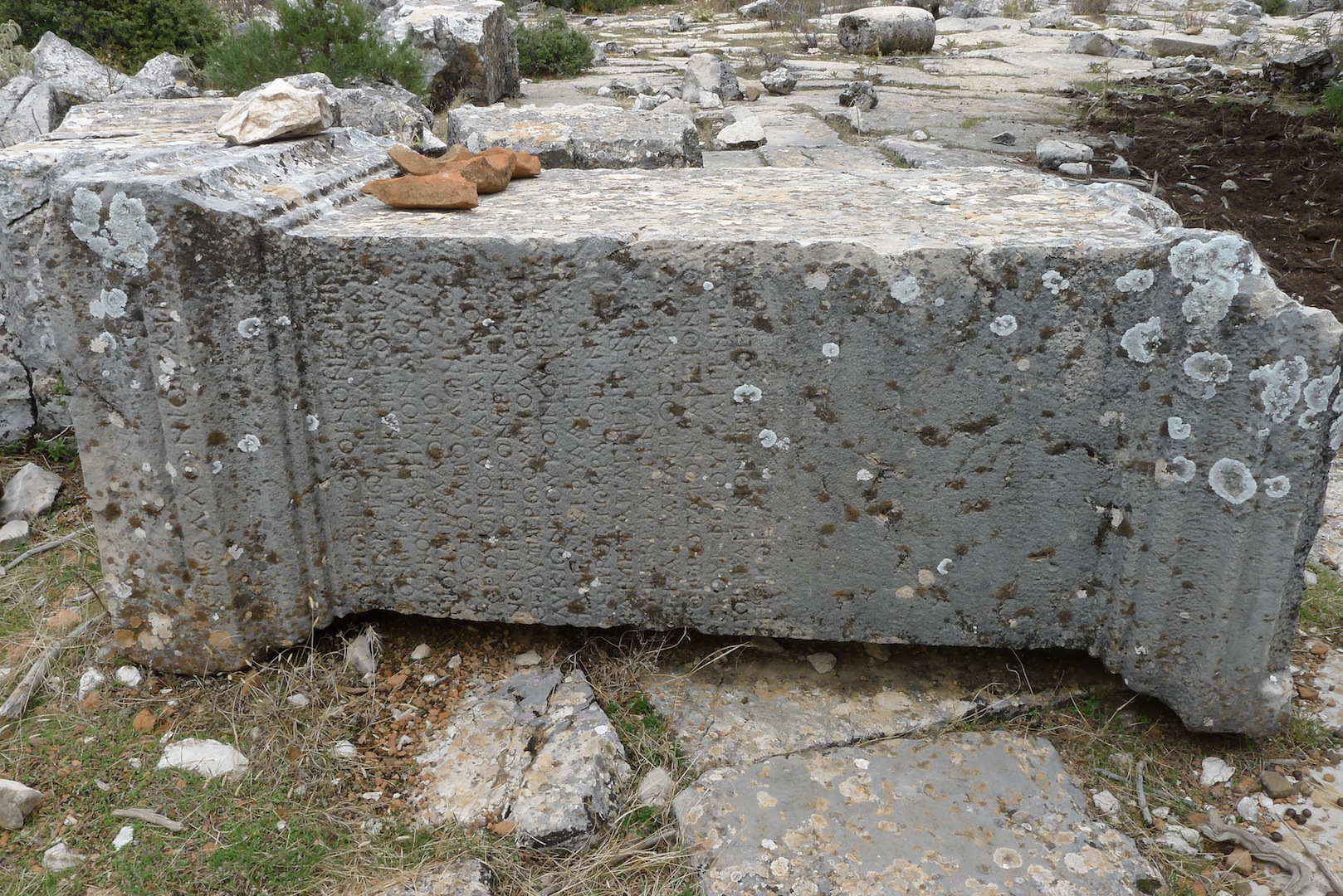
Fragment inskrypcji Diogenesa z Ojnoandy

Diogenes z Ojnoandy (II wiek n.e.) – grecki filozof, przedstawiciel epikureizmu.
Znany jest wyłącznie z obszernej inskrypcji wyrytej na ścianie ufundowanego przez siebie portyku w miejscowości Ojnoanda w Licji (współcześnie İncealiler w Turcji). Prowadzone w latach 1884–1895 prace archeologiczne przyniosły 88 fragmentów inskrypcji Diogenesa, w kolejnych latach odkryto ponad 120 kolejnych. Inskrypcja zawiera obszerne omówienie filozofii epikurejskiej, w tym zagadnienia z dziedziny etyki i fizyki, polemikę z innymi szkołami filozoficznymi, pochwałę starości, trzy listy Diogenesa do przyjaciół, a także fragmenty pism Epikura.